# سفارة فنزويلا في اليابان
سفارة فنزويلا في اليابان هي أرفع تمثيل دبلوماسي لدولة فنزويلا لدى اليابان. تقع السفارة في وهي تهدف لتعزيز المصالح الفنزويلية في اليابان.

## وصلات خارجية
- قائمة سفارات فنزويلا
- قائمة السفارات في اليابان